# Old Stratford and Drayton
Old Stratford and Drayton var en civil parish 1894–2015 när det uppgick i Luddington, Stratford-upon-Avon, and Wilmcote, i Storbritannien. Civil parish hade 397 invånare år 2001. Den ligger i grevskapet Warwickshire och riksdelen England, i den södra delen av landet, 130 km nordväst om huvudstaden London.